# Łyżwiarstwo szybkie na Zimowych Igrzyskach Olimpijskich 1998 – bieg na 5000 m kobiet
Bieg na 5000 metrów kobiet w łyżwiarstwie szybkim na Zimowych Igrzyskach Olimpijskich 1998 rozegrano 20 lutego w hali M-Wave. Mistrzynią olimpijską na tym dystansie została Niemka Claudia Pechstein, ustanawiając jednocześnie nowy rekord świata.

## Wyniki
| Miejsce | Zawodniczka              | Państwo           | Czas    |
| ------- | ------------------------ | ----------------- | ------- |
| 01 !    | Claudia Pechstein        | Niemcy            | 6:59,61 |
| 02 !    | Gunda Niemann-Stirnemann | Niemcy            | 6:59,65 |
| 03 !    | Ludmiła Prokaszowa       | Kazachstan        | 7:11,14 |
| 4       | Barbara de Loor          | Holandia          | 7:11,81 |
| 5       | Tonny de Jong            | Holandia          | 7:12,77 |
| 6       | Carla Zijlstra           | Holandia          | 7:12,89 |
| 7       | Kirstin Holum            | Stany Zjednoczone | 7:14,20 |
| 8       | Emese Hunyady            | Austria           | 7:15,23 |
| 9       | Elena Belci-Dal Farra    | Włochy            | 7:15,58 |
| 10      | Jennifer Rodriguez       | Stany Zjednoczone | 7:16,78 |
| 11      | Mie Uehara               | Japonia           | 7:21,72 |
| 12      | Swietłana Wysokowa       | Rosja             | 7:22,18 |
| 13      | Anette Tønsberg          | Norwegia          | 7:28,39 |
| 14      | Heike Warnicke           | Niemcy            | 7:30,83 |
| 15      | Nami Nemoto              | Japonia           | 7:36,77 |